# NGC 5850
NGC 5850 ist eine Balkenspiralgalaxie vom Hubble-Typ SBb im Sternbild Waage und etwa 115 Millionen Lichtjahre von der Milchstraße entfernt. 
Sie wurde am 24. Februar 1786 von Wilhelm Herschel mit einem 18,7-Zoll-Spiegelteleskop entdeckt, der sie dabei mit „F“ beschrieb.